# Club Deportivo Social y Cultural Iberia
Club Deportivo Social y Cultural Iberia (of kortweg Iberia) is een Chileense voetbalclub uit Los Ángeles. Oorspronkelijk kwam de club uit de hoofdstad Santiago.

## Geschiedenis
Iberia speelde in 1946 voor het eerst in de hoogste klasse, de eerste twee seizoenen werd de club voorlaatste. In het derde seizoen werd dan de vijfde plaats bereikt maar hierna viel de club weer terug naar de kelder van het klassement. Nadat de club ook laatste werd in 1953 en 1954 degradeerde de club en keerde nooit meer terug naar de hoogste klasse. In de tweede klasse modderde de club ook maar wat aan en in 1959 werd de club laatste, maar er was geen degradatie toen. Twee jaar later werd opnieuw die plaats behaald, hierna ging het weer beter.
Op 17 januari 1964 fuseerde de club met Fatucén Puento Alto en veranderde de naam in Iberia Puento Alto. De fusieclub deed het helemaal niet beter en eindigde ook in de kelder van het klassement. In 1968 eindigde de club opnieuw laatste en degradeerde dit keer wel, maar werd later toch weer toegelaten tot de tweede klasse nadat het op 27 februari 1969 besloot te verhuizen naar Los Ángeles. De naam werd nu weer gewoon Iberia. Deze verandering bleek wel een succes te zijn en de club eindigde vierde in het eerste jaar en in het tweede zelfs op de tweede plaats. Iberia kon het succes echter niet doortrekken en belandde weer in zijn oude gewoontes. Midden jaren zeventig kon de club het al iets beter doen maar in 1968 werd de club opnieuw laatste en werd van een degradatie gered door het uitbreiden van de competitie. Tijdens de jaren zeventig kon de club meestal op een veilige plaats eindigen.
Inmiddels is de club toch gedegradeerd en speelt nu in de derde klasse.